# Super boy ! super girl !!
『super boy ! super girl !!』（スーパーボーイ スーパーガール）は、the peggiesのメジャー1枚目のミニアルバム。2018年1月24日にエピックレコードジャパンから発売。

## 概要
the peggiesとしては2年半ぶり、またメジャーデビュー後初となるミニアルバムであり、デジタル・シングルとして発売した「I 御中〜文房具屋さんにあった試し書きだけで歌をつくってみました。〜
」のほか新曲5曲が収録されている。ジャケットにはスーパーマーケットの店員に扮したメンバーの姿が映されている。
本作の発売に先駆け、2017年のクリスマス・イヴにはライブ時の映像で構成されたトレイラー映像が、また年明け1月10日には「ネバーランド」のMVがYoutubeにて公開された。また、本作をiTunes Storeで予約し、注文画面のスクリーンショットをthe peggiesのTwitter公式アカウントにDM機能で送信すると、北澤デザインのオリジナル待受画像がプレゼントされるという企画が実施されている。

## 収録曲
全作詞･作曲:北澤ゆうほ
1. GLORY
  - 編曲:飛内将大、the peggies
2. ネバーランド
  - 編曲:飛内将大、the peggies
3. 恋の呪い
  - 編曲:川口圭太、the peggies
4. 遠距離恋愛
  - 編曲:川口圭太、the peggies
5. ハートビート
  - 編曲:川口圭太、the peggies
6. I 御中〜文房具屋さんにあった試し書きだけで歌をつくってみました。〜
  - 編曲:the peggies、大久保友裕 監修:寺井広樹
  - 配信シングル曲。